# 金子猿
金子猿（韓語：김자원，15世纪？—1506年），朝鲜王朝的内侍。他在燕山君时深受宠信，多行不法之事。
金子猿生于全罗道罗州，父亲是皮革匠人。朝鲜成宗时期开始担任内侍，1477年（成宗八年）因“在国王读书的夜课场所挖鼻孔睡觉”的罪名被关押至义禁府，革除官职。此后他担任传递王命的承传内官，逐渐获得燕山君信任，成为近臣。1498年（燕山君四年）因查办金乙孙等人有功，晋升为嘉善大夫，获赐奴婢、马匹等恩宠，娶了司谒高仲阳的女儿为妻。1505年，燕山君命金子猿改名金愼。1506年，燕山君被废，金子猿失势，史书没有记载他的最终结局，存在多种说法。

## 影视形象
- 朴允培：MBC《雪中梅》（1984年）
- 赵廷国：KBS2《韩明浍》（1994年）
- 金仁文：电影《燕山日记》（1988年）
- 文赫、鄭祜根：KBS《张绿水》（1995年）
- 安圣敏：KBS《王与妃》（1998～2000年）
- 姜材：SBS《王和我》（2007年）
- 裴载俊：JTBC《仁粹大妃》（2011～2012年）
- 朴秀荣：MBC《逆贼：偷百姓的盗贼》（2017年）